# Ładne dziewczyny ustawiają się w szeregu
Ładne dziewczyny ustawiają się w szeregu (ang. Pretty Maids All in a Row) – amerykańska komedia kryminalna z 1971 roku w reżyserii Rogera Vadima, zrealizowana na podstawie powieści Francisa Polliniego. Pierwszy film Rogera Vadima nakręcony w Stanach Zjednoczonych. Zdjęcia kręcono w Los Angeles i Santa Monica.

## Fabuła
Akcja filmu toczy się w Oceanfront High School – fikcyjnym amerykańskim liceum w czasach rewolucji seksualnej. Młode uczennice są celem dla seryjnego zabójcy. W tym czasie, student nazywany Ponce (ang. Alfons) przeżywa seksualną frustrację, otoczony pozornie niekończącym się potokiem atrakcyjnych i seksualnie prowokujących koleżanek.
Jednym z nauczycieli jest Michael McDrew, trener footballu. Mimo że jest żonaty, prowadzi erotyczne kontakty z uczennicami. Stara się zaprzyjaźnić z Pondem i pomóc mu w jego seksualnych problemach. Zachęca go do nawiązania sympatii z bardzo atrakcyjną panią Smith, nauczycielką na zastępstwie.
W tym samym czasie, giną młode uczennice jedna po drugiej. Śledztwo prowadzi kapitan Sam Surcher, ale nikogo nie aresztuje. Podejrzewa McDrewa, ale nie zostaje schwytany na gorącym uczynku. Tak naprawdę nie zostaje wyjaśnione, kto zabił. Wiadomo tylko, że Michael McDrew przeprowadził się do Brazylii.

## Główne role
- Rock Hudson – Michael 'Tiger' McDrew
- Angie Dickinson – Pani Betty Smith
- Telly Savalas – Kapitan Sam Surcher
- John David Carson – Ponce de Leon Harper
- Roddy McDowall – Pan Proffer
- Keenan Wynn – Naczelnik policji John Poldaski
- James Doohan – Follo
- William Campbell – Grady
- Susan Tolsky – Pani Harriet Craymire
- Barbara Leigh – Jean McDrew
- Gretchen Parsons Carpenter – Marjorie
- Aimée Eccles – Hilda Lee
- JoAnna Cameron – Yvonne Millick
- Margaret Markov – Polly
- June Fairchild – Sonny Swangle
- Joy Bang – Rita
- Brenda Sykes – Pamela Wilcox
- Diane Sherry – Sheryl
- Philip Brown – Jim Green
- Mark Malmborg – Dink
- Kyle Johnson – Dave
- Warren Seabury – Harold